# Ediciones Primera Plana
Ediciones Primera Plana és una societat editora catalana que s'encarrega d'editar totes les publicacions del Grup Zeta.
Aquesta societat amb seu a Barcelona edita, entre d'altres, els diaris generalistes El Periódico de Catalunya, "El Periòdic d'Andorra", "El Periódico del Mediterráneo", "Ciudad de Alcoy", "La Voz de Asturias", "El Periódico de Aragón" o "El Periódico Extremadura"; els diaris esportius "Sport" o "Equipo"; i revistes com "Interviú", "Primera Línea" o "Woman".
L'any 1998 fou guardonada amb el Premi Nacional a la Projecció Social de la Llengua Catalana, concedit per la Generalitat de Catalunya, per la sortida a la llum de l'edició en català del "Periódico de Catalunya".